# بيتي راسيل
بيتي راسيل (بالإنجليزية: Betty Russell)‏ هي لاعب كرة قاعدة أمريكية، ولدت في 1 أكتوبر 1924 في غلوب في الولايات المتحدة، وتوفيت في 1985 في تونتو باسين في الولايات المتحدة.